# Punganur
La Punganur est une race bovine indienne. Elle appartient à la sous-espèce zébuine de Bos taurus.

## Présentation
La Punganur est une race de zébu originaire du district de Chittoor, dans l'Andhra Pradesh. Elle tire son nom de sa ville d'origine : Punganur. C'est l'une des plus petites races de bovins au monde : elle mesure, en moyenne, entre 70 et 90 cm pour moins de 200 kg. En anglais, elle est nommée Punganur dwarf cattle, littéralement « Bovin nain Punganur ».

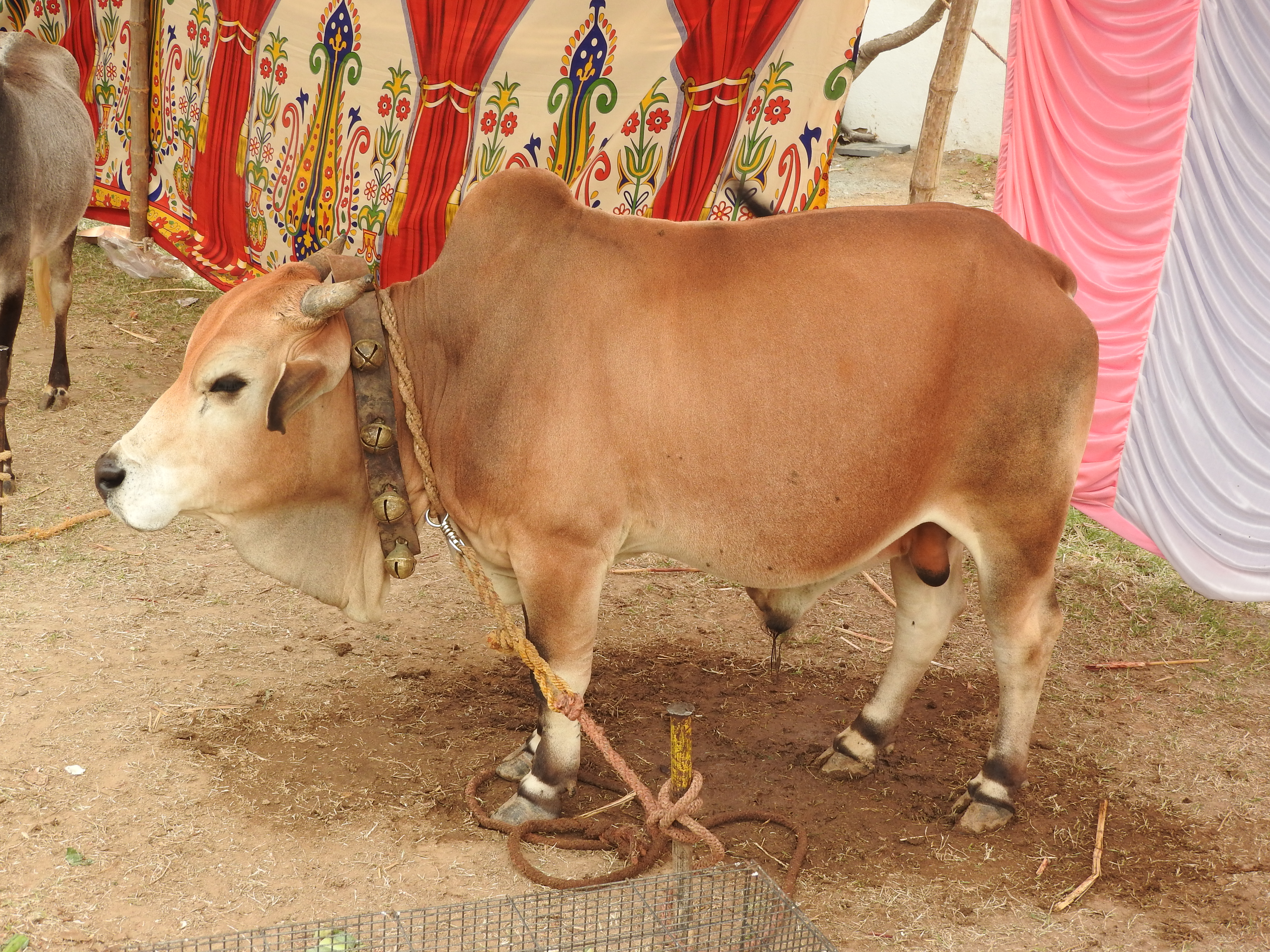
Vache Punganur.

Le bœuf est utilisé dans les travaux agricoles et comme animal de trait. Utilisée pour produire un lait riche en matières grasses, la vache produit en moyenne 546 kg de lait par lactation. Malgré tout, la race est menacée d'extinction en raison d'une forte concurrence face à des races bien plus productives. En 2021, un programme de conservation de la race est lancé par le gouvernement indien. Le premier veau issu du programme naît en janvier 2022. À la fin de l'année 2022, sa population est évaluée autour de 200 animaux de race pure.